# GaWC
세계화와 세계도시 네트워크(Globalization and World Cities Research Network) 또는 GaWC는 세계화의 맥락에서 세계 도시들 간의 관계를 연구하는 연구소이며 영국 레스터셔주에 있는 러프버러 대학교의 지리학과에 기반을 두고 있다. GaWC는 1998년 피터 J. 테일러에 의해 설립되었으며, 존 비버스토크, 리차드 G. 스미스와 함께 GaWC의 연간 세계 도시들을 국제적 연계를 바탕으로 "Alpha", "Beta" 및 "Gamma" 계층으로 분류한다.

## 도시 구분
GaWC는 전 세계 도시들을 조사하여 이들을 세계 도시 명단으로 좁힌 다음, 회계, 광고, 은행/금융, 법률 등 네 가지 "고급 생산자 서비스"를 통해 이들의 연결성에 기초하여 순위를 매긴다. GaWC의 재고자산은 도시경제를 정치적 또는 문화적 요소보다 더 비중 있게 순위를 매긴다. 알파 세계 도시(4개 하위 범주가 있는 도시), 베타 세계 도시(3개 하위 범주)와 가마 세계 도시(3개 하위 범주)를 넘어 가WC의 도시에는 "고충족도"와 "충족도" 수준의 추가 도시가 포함된다.
2004년 순위는 몇 가지 새로운 지표를 추가했고, 계속해서 정치적, 문화적 요인보다 도시 경제의 순위를 더 높게 매겼다. 1998년 버전과 유사하게, 2008년 등록 명단은 알파 세계 도시 4개 하위 범주, 베타 세계 도시 3개 하위 범주, 감마 세계 도시 3개 하위 범주, 그리고 충분성 또는 충분성이 높은 추가 도시로 분류된다.

## 2020년 결과
2020년도의 도시 분류는 다음과 같다.
|  | 2018년 판의 분류에 나타나지 않은 도시 |

### 알파(Alpha)
알파 레벨은 세계 경제의 주요 경제주, 지역과 연계되어 있으며, 알파++, 알파+, 알파, 알파- 등 4개 영역으로 구분되어 있다.

#### 알파++(Alpha ++)
알파++ 도시는 세계 경제와 가장 밀접하게 통합된 도시들이다.
| 총수 | 도시 | 소속 국가 |
| ---- | ---- | --------- |
| 1    | 런던 | 영국      |
| 2    | 뉴욕 | 미국      |

#### 알파+(Alpha +)
알파+ 도시는 고도로 통합된 도시로서 고급 서비스 요구 충족한 도시들이다.
| 총수 | 도시     | 소속 국가    |
| ---- | -------- | ------------ |
| 1    | 홍콩     | 홍콩         |
| 2    | 싱가포르 | 싱가포르     |
| 3    | 상하이   | 중국         |
| 4    | 베이징   | 중국         |
| 5    | 두바이   | 아랍에미리트 |
| 6    | 파리     | 프랑스       |
| 7    | 도쿄     | 일본         |

#### 알파(Alpha)
| 총수 | 도시         | 소속 국가      |
| ---- | ------------ | -------------- |
| 1    | 시드니       | 오스트레일리아 |
| 2    | 로스앤젤레스 | 미국           |
| 3    | 토론토       | 캐나다         |
| 4    | 뭄바이       | 인도           |
| 5    | 암스테르담   | 네덜란드       |
| 6    | 밀라노       | 이탈리아       |
| 7    | 프랑크푸르트 | 독일           |
| 8    | 멕시코시티   | 멕시코         |
| 9    | 상파울루     | 브라질         |
| 10   | 시카고       | 미국           |
| 11   | 쿠알라룸푸르 | 말레이시아     |
| 12   | 마드리드     | 스페인         |
| 13   | 모스크바     | 러시아         |
| 14   | 자카르타     | 인도네시아     |
| 15   | 브뤼셀       | 벨기에         |

#### 알파-(Alpha -)
| 총수 | 도시             | 소속 국가         |
| ---- | ---------------- | ----------------- |
| 1    | 바르샤바         | 폴란드            |
| 2    | 서울             | 대한민국          |
| 3    | 요하네스버그     | 남아프리카 공화국 |
| 4    | 취리히           | 스위스            |
| 5    | 멜버른           | 오스트레일리아    |
| 6    | 이스탄불         | 튀르키예          |
| 7    | 방콕             | 태국              |
| 8    | 스톡홀름         | 스웨덴            |
| 9    | 빈               | 오스트리아        |
| 10   | 광저우           | 중국              |
| 11   | 더블린           | 아일랜드          |
| 12   | 타이베이         | 대만              |
| 13   | 부에노스아이레스 | 아르헨티나        |
| 14   | 샌프란시스코     | 미국              |
| 15   | 룩셈부르크       | 룩셈부르크        |
| 16   | 몬트리올         | 캐나다            |
| 17   | 뮌헨             | 독일              |
| 18   | 델리             | 인도              |
| 19   | 산티아고         | 칠레              |
| 20   | 보스턴           | 미국              |
| 21   | 마닐라           | 필리핀            |
| 22   | 선전             | 중국              |
| 23   | 리야드           | 사우디아라비아    |
| 24   | 리스본           | 포르투갈          |
| 25   | 프라하           | 체코              |
| 26   | 벵갈루루         | 인도              |

### 베타(Beta)
베타 수준의 도시는 중간 경제 지역을 세계 경제와 연계하는 도시로서, 세 개의 섹션, 즉 베타 +, 베타, 베타 - 에 분류된다.

#### 베타+(Beta +)
| 총수 | 도시        | 소속 국가      |
| ---- | ----------- | -------------- |
| 1    | 워싱턴 D.C. | 미국           |
| 2    | 댈러스      | 미국           |
| 3    | 보고타      | 콜롬비아       |
| 4    | 마이애미    | 미국           |
| 5    | 로마        | 이탈리아       |
| 6    | 함부르크    | 독일           |
| 7    | 휴스턴      | 미국           |
| 8    | 베를린      | 독일           |
| 9    | 청두        | 중국           |
| 10   | 뒤셀도르프  | 독일           |
| 11   | 텔아비브    | 이스라엘       |
| 12   | 바르셀로나  | 스페인         |
| 13   | 부다페스트  | 헝가리         |
| 14   | 도하        | 카타르         |
| 15   | 리마        | 페루           |
| 16   | 코펜하겐    | 덴마크         |
| 17   | 애틀란타    | 미국           |
| 18   | 부쿠레슈티  | 루마니아       |
| 19   | 밴쿠버      | 캐나다         |
| 20   | 브리즈번    | 오스트레일리아 |
| 21   | 카이로      | 이집트         |
| 22   | 베이루트    | 레바논         |
| 23   | 오클랜드    | 뉴질랜드       |

#### 베타(Beta)
| 총수 | 도시           | 소속 국가         |
| ---- | -------------- | ----------------- |
| 1    | 호찌민         | 베트남            |
| 2    | 아테네         | 그리스            |
| 3    | 덴버           | 미국              |
| 4    | 톈진           | 중국              |
| 5    | 아부다비       | 아랍에미리트      |
| 6    | 퍼스           | 오스트레일리아    |
| 7    | 카사블랑카     | 모로코            |
| 8    | 키예프         | 우크라이나        |
| 9    | 몬테비데오     | 우루과이          |
| 10   | 오슬로         | 노르웨이          |
| 11   | 헬싱키         | 핀란드            |
| 12   | 첸나이         | 인도              |
| 13   | 하노이         | 베트남            |
| 14   | 난징           | 중국              |
| 15   | 필라델피아     | 미국              |
| 16   | 케이프타운     | 남아프리카 공화국 |
| 17   | 항저우         | 중국              |
| 18   | 나이로비       | 케냐              |
| 19   | 시애틀         | 미국              |
| 20   | 마나마         | 바레인            |
| 21   | 카라치         | 파키스탄          |
| 22   | 리우데자네이루 | 브라질            |
| 23   | 충칭           | 중국              |
| 24   | 파나마시티     | 파나마            |

#### 베타-(Beta -)
| 총수 | 도시             | 소속 국가      |
| ---- | ---------------- | -------------- |
| 1    | 우한             | 중국           |
| 2    | 맨체스터         | 영국           |
| 3    | 제네바           | 스위스         |
| 4    | 오사카           | 일본           |
| 5    | 슈투트가르트     | 독일           |
| 6    | 베오그라드       | 세르비아       |
| 7    | 캘거리           | 캐나다         |
| 8    | 몬테레이         | 멕시코         |
| 9    | 쿠웨이트시티     | 쿠웨이트       |
| 10   | 카라카스         | 베네수엘라     |
| 11   | 창사             | 중국           |
| 12   | 브라티슬라바     | 슬로바키아     |
| 13   | 소피아           | 불가리아       |
| 14   | 산호세           | 코스타리카     |
| 15   | 자그레브         | 크로아티아     |
| 16   | 다카             | 방글라데시     |
| 17   | 샤먼             | 중국           |
| 18   | 탬파             | 미국           |
| 19   | 정저우           | 중국           |
| 20   | 튀니스           | 튀니지         |
| 21   | 알마티           | 카자흐스탄     |
| 22   | 선양             | 중국           |
| 23   | 리옹             | 프랑스         |
| 24   | 미니애폴리스     | 미국           |
| 25   | 니코시아         | 키프로스       |
| 26   | 샌디에이고       | 미국           |
| 27   | 암만             | 요르단         |
| 28   | 시안             | 중국           |
| 29   | 과테말라시티     | 과테말라       |
| 30   | 다롄             | 중국           |
| 31   | 상트페테르부르크 | 러시아         |
| 32   | 라고스           | 나이지리아     |
| 33   | 키토             | 에콰도르       |
| 34   | 지난             | 중국           |
| 35   | 산살바도르       | 엘살바도르     |
| 36   | 캄팔라           | 우간다         |
| 37   | 조지타운         | 케이맨 제도    |
| 38   | 무스카트         | 오만           |
| 39   | 디트로이트       | 미국           |
| 40   | 에든버러         | 영국           |
| 41   | 지다             | 사우디아라비아 |
| 42   | 하이데라바드     | 인도           |
| 43   | 라호르           | 파키스탄       |
| 44   | 오스틴           | 미국           |

### 감마(Gamma)
감마 수준의 도시들은 작은 경제지역과 세계경제를 연결하는 도시로서, 감마+, 감마, 감마-도시로 구분된다.

#### 감마+(Gamma +)
| 총수 | 도시         | 소속 국가      |
| ---- | ------------ | -------------- |
| 1    | 산호세       | 미국           |
| 2    | 콜카타       | 인도           |
| 3    | 샬럿         | 미국           |
| 4    | 세인트루이스 | 미국           |
| 5    | 푸네         | 인도           |
| 6    | 안트베르펜   | 벨기에         |
| 7    | 로테르담     | 네덜란드       |
| 8    | 애들레이드   | 오스트레일리아 |
| 9    | 포르투       | 포르투갈       |
| 10   | 바쿠         | 아제르바이잔   |
| 11   | 과달라하라   | 멕시코         |
| 12   | 류블랴나     | 슬로베니아     |
| 13   | 칭다오       | 중국           |
| 14   | 알제         | 알제리         |
| 15   | 쑤저우       | 중국           |
| 16   | 벨파스트     | 영국           |
| 17   | 글래스고     | 영국           |
| 18   | 메데인       | 콜롬비아       |
| 19   | 쾰른         | 독일           |
| 20   | 프놈펜       | 캄보디아       |
| 21   | 이슬라마바드 | 파키스탄       |
| 22   | 피닉스       | 미국           |
| 23   | 리가         | 라트비아       |
| 24   | 트빌리시     | 조지아         |
| 25   | 쿤밍         | 중국           |
| 26   | 아마다바드   | 인도           |
| 27   | 다르에스살람 | 탄자니아       |
| 28   | 허페이       | 중국           |
| 29   | 올랜도       | 미국           |
| 30   | 볼티모어     | 미국           |

#### 감마(Gamma)
| 총수 | 도시       | 소속 국가         |
| ---- | ---------- | ----------------- |
| 1    | 더반       | 남아프리카 공화국 |
| 2    | 빌뉴스     | 리투아니아        |
| 3    | 예테보리   | 스웨덴            |
| 4    | 산후안     | 푸에르토리코      |
| 5    | 낭트       | 프랑스            |
| 6    | 앙카라     | 튀르키예          |
| 7    | 산토도밍고 | 도미니카 공화국   |
| 8    | 브로츠와프 | 폴란드            |
| 9    | 오타와     | 캐나다            |
| 10   | 다카르     | 세네갈            |
| 11   | 말뫼       | 스웨덴            |
| 12   | 브리스틀   | 영국              |
| 13   | 티라나     | 알바니아          |
| 14   | 콜롬보     | 스리랑카          |
| 15   | 토리노     | 이탈리아          |
| 16   | 발렌시아   | 스페인            |
| 17   | 과야킬     | 에콰도르          |
| 18   | 타이중     | 대만              |
| 19   | 마나과     | 니카라과          |
| 20   | 라파스     | 볼리비아          |
| 21   | 내슈빌     | 미국              |
| 22   | 테구시갈파 | 온두라스          |
| 23   | 하이커우   | 중국              |
| 24   | 웰링턴     | 뉴질랜드          |

#### 감마-(Gamma -)
| 총수 | 도시           | 소속 국가  |
| ---- | -------------- | ---------- |
| 1    | 포트루이스     | 모리셔스   |
| 2    | 아크라         | 가나       |
| 3    | 아순시온       | 파라과이   |
| 4    | 빌바오         | 스페인     |
| 5    | 마푸투         | 모잠비크   |
| 6    | 두알라         | 카메룬     |
| 7    | 나소           | 바하마     |
| 8    | 하라레         | 짐바브웨   |
| 9    | 포즈난         | 폴란드     |
| 10   | 루안다         | 앙골라     |
| 11   | 클리블랜드     | 미국       |
| 12   | 푸저우         | 중국       |
| 13   | 나고야         | 일본       |
| 14   | 캔자스시티     | 미국       |
| 15   | 카토비체       | 폴란드     |
| 16   | 말라가         | 스페인     |
| 17   | 케레타로       | 멕시코     |
| 18   | 하얼빈         | 중국       |
| 19   | 밀워키         | 미국       |
| 20   | 페낭           | 말레이시아 |
| 21   | 솔트레이크시티 | 미국       |
| 22   | 콜럼버스       | 미국       |
| 23   | 가오슝         | 대만       |
| 24   | 리마솔         | 키프로스   |
| 25   | 새크라멘토     | 미국       |
| 26   | 벨루오리존치   | 브라질     |
| 27   | 로잔           | 스위스     |
| 28   | 타이위안       | 중국       |
| 29   | 에드먼턴       | 캐나다     |

### 충족
충족 단계 도시들은 세계 도시에 과도하게 의존하지 않도록 충분한 수준의 서비스를 제공하는 도시들이다. 이것은 고충족 도시들과 충족 도시들로 분류된다.

#### 고충족 도시
| 총수 | 도시           | 소속 국가         |
| ---- | -------------- | ----------------- |
| 1    | 버밍엄         | 영국              |
| 2    | 크라쿠프       | 폴란드            |
| 3    | 아부자         | 나이지리아        |
| 4    | 티후아나       | 멕시코            |
| 5    | 포트오브스페인 | 트리니다드 토바고 |
| 6    | 아비장         | 코트디부아르      |
| 7    | 쿠리치바       | 브라질            |
| 8    | 닝보           | 중국              |
| 9    | 하트퍼드       | 미국              |
| 10   | 양곤           | 미얀마            |
| 11   | 세비야         | 스페인            |
| 12   | 푸에블라       | 멕시코            |
| 13   | 롤리           | 미국              |
| 14   | 인디애나폴리스 | 미국              |
| 15   | 브라질리아     | 브라질            |
| 16   | 조호르바루     | 말레이시아        |
| 17   | 헤이그         | 네덜란드          |
| 18   | 예레반         | 아르메니아        |
| 19   | 스트라스부르   | 프랑스            |
| 20   | 마카오         | 마카오            |
| 21   | 샌안토니오     | 미국              |
| 22   | 리즈           | 영국              |
| 23   | 루사카         | 잠비아            |
| 24   | 울란바토르     | 몽골              |
| 25   | 담맘           | 사우디아라비아    |
| 26   | 신시내티       | 미국              |
| 27   | 포르투알레그리 | 브라질            |

#### 충족 도시
| 총수 | 도시             | 소속 국가             |
| ---- | ---------------- | --------------------- |
| 1    | 탈린             | 에스토니아            |
| 2    | 애버딘           | 영국                  |
| 3    | 아스타나         | 카자흐스탄            |
| 4    | 볼로냐           | 이탈리아              |
| 5    | 마르세유         | 프랑스                |
| 6    | 세부             | 필리핀                |
| 7    | 라이프치히       | 독일                  |
| 8    | 위트레흐트       | 네덜란드              |
| 9    | 메리다           | 멕시코                |
| 10   | 뉴캐슬           | 영국                  |
| 11   | 시우다드후아레스 | 멕시코                |
| 12   | 수라바야         | 인도네시아            |
| 13   | 뉘른베르크       | 독일                  |
| 14   | 칼리             | 콜롬비아              |
| 15   | 플로렌스         | 이탈리아              |
| 16   | 나폴리           | 이탈리아              |
| 17   | 캔버라           | 오스트레일리아        |
| 18   | 피츠버그         | 미국                  |
| 19   | 이즈미르         | 튀르키예              |
| 20   | 사라예보         | 보스니아 헤르체고비나 |
| 21   | 포틀랜드         | 미국                  |
| 22   | 라스베이거스     | 미국                  |
| 23   | 리버풀           | 영국                  |
| 24   | 하노버           | 독일                  |
| 25   | 우루무치         | 중국                  |
| 26   | 아과스칼리엔테스 | 멕시코                |
| 27   | 민스크           | 벨라루스              |
| 28   | 크라이스트처치   | 뉴질랜드              |
| 29   | 잭슨빌           | 미국                  |
| 30   | 리치먼드         | 미국                  |
| 31   | 스코페           | 북마케도니아          |
| 32   | 캄피나스         | 브라질                |
| 33   | 타슈켄트         | 우즈베키스탄          |
| 34   | 툴루즈           | 프랑스                |
| 35   | 알렉산드리아     | 이집트                |
| 36   | 주하이           | 중국                  |
| 37   | 산루이스포토시   | 멕시코                |
| 38   | 키시너우         | 몰도바                |
| 39   | 구이양           | 중국                  |
| 40   | 코르도바         | 아르헨티나            |
| 41   | 레온             | 멕시코                |
| 42   | 코치             | 인도                  |
| 43   | 발파라이소       | 칠레                  |
| 44   | 오클라호마시티   | 미국                  |
| 45   | 디모인           | 미국                  |
| 46   | 난닝             | 중국                  |
| 47   | 창춘             | 중국                  |
| 48   | 난창             | 중국                  |
| 49   | 비슈케크         | 키르기스스탄          |
| 50   | 산페드로술라     | 온두라스              |
| 51   | 사우샘프턴       | 영국                  |
| 52   | 몽펠리에         | 프랑스                |
| 53   | 털사             | 미국                  |
| 54   | 포드고리차       | 몬테네그로            |
| 55   | 발렌시아         | 베네수엘라            |
| 56   | 우치             | 폴란드                |
| 57   | 버펄로           | 미국                  |
| 58   | 그라츠           | 오스트리아            |
| 59   | 제노바           | 이탈리아              |
| 60   | 루이빌           | 미국                  |
| 61   | 위니펙           | 캐나다                |
| 62   | 로체스터         | 미국                  |
| 63   | 빈트후크         | 나미비아              |
| 64   | 비엔티안         | 라오스                |
| 65   | 후쿠오카         | 일본                  |
| 66   | 핼리팩스         | 캐나다                |
| 67   | 린츠             | 오스트리아            |
| 68   | 스자좡           | 중국                  |
| 69   | 해밀턴           | 버뮤다                |
| 70   | 가보로네         | 보츠와나              |
| 71   | 포트엘리자베스   | 남아프리카 공화국     |
| 72   | 버밍햄           | 미국                  |
| 73   | 노팅엄           | 영국                  |
| 74   | 프리토리아       | 남아프리카 공화국     |
| 75   | 헤시피           | 브라질                |
| 76   | 우시             | 중국                  |
| 77   | 키갈리           | 르완다                |
| 78   | 산타크루스       | 볼리비아              |
| 79   | 멕시칼리         | 멕시코                |
| 80   | 릴               | 프랑스                |
| 81   | 보르도           | 프랑스                |
| 82   | 부르사           | 튀르키예              |
| 83   | 드레스덴         | 독일                  |
| 84   | 리브르빌         | 가봉                  |
| 85   | 포트하커트       | 나이지리아            |
| 86   | 니스             | 프랑스                |
| 87   | 신주             | 대만                  |
| 88   | 뉴올리언스       | 미국                  |
| 89   | 오르후스         | 덴마크                |
| 90   | 퀘벡             | 캐나다                |
| 91   | 리에주           | 벨기에                |
| 92   | 베르겐           | 노르웨이              |
| 93   | 바젤             | 스위스                |
| 94   | 라부안           | 말레이시아            |
| 95   | 예루살렘         | 이스라엘              |
| 96   | 후허하오터       | 중국                  |
| 97   | 반다르스리브가완 | 브루나이              |
| 98   | 란저우           | 중국                  |
| 99   | 브레멘           | 독일                  |
| 100  | 새스커툰         | 캐나다                |
| 101  | 킹스턴           | 자메이카              |
| 102  | 로사리오         | 아르헨티나            |
| 103  | 그르노블         | 프랑스                |
| 104  | 하이파           | 이스라엘              |
| 105  | 바그다드         | 이라크                |
| 106  | 바랑키야         | 콜롬비아              |
| 107  | 카디프           | 영국                  |
| 108  | 만하임           | 독일                  |
| 109  | 치와와           | 멕시코                |
| 110  | 멤피스           | 미국                  |
| 111  | 팔로알토         | 미국                  |
| 112  | 오마하           | 미국                  |
| 113  | 베른             | 스위스                |
| 114  | 타이난           | 대만                  |
| 115  | 호놀룰루         | 미국                  |
| 116  | 두샨베           | 타지키스탄            |
| 117  | 카불             | 아프가니스탄          |
| 118  | 셰필드           | 영국                  |
| 119  | 킨샤사           | 콩고 민주 공화국      |
| 120  | 해리스버그       | 미국                  |
| 121  | 사우바도르       | 브라질                |
| 122  | 카잔             | 러시아                |
| 123  | 레이캬비크       | 아이슬란드            |
| 124  | 도르트문트       | 독일                  |
| 125  | 고이아니아       | 브라질                |
| 126  | 포트모르즈비     | 파푸아뉴기니          |
| 127  | 호바트           | 오스트레일리아        |
| 128  | 삿포로           | 일본                  |
| 129  | 교토             | 일본                  |
| 130  | 브라자빌         | 콩고 공화국           |
| 131  | 노보시비르스크   | 러시아                |
| 132  | 블랜타이어       | 말라위                |
| 133  | 에센             | 독일                  |
| 134  | 고베             | 일본                  |
| 135  | 말라카           | 말레이시아            |
| 136  | 로메             | 토고                  |
| 137  | 팔레르모         | 이탈리아              |
| 138  | 부산             | 대한민국              |
| 139  | 요코하마         | 일본                  |
| 140  | 센다이           | 일본                  |
| 141  | 트리에스테       | 이탈리아              |
| 142  | 사나             | 예멘                  |
| 143  | 수바             | 피지                  |

## 2018년 결과
2018년도의 도시 분류는 다음과 같다.
|  | 2016년 판의 분류에 나타나지 않은 도시             |
|  | 2020년 판의 분류에 나타나지 않은 도시             |
|  | 2016년 판과 2020년 판의 분류에 나타나지 않은 도시 |

### 알파(Alpha)

#### 알파++(Alpha ++)
| 총수 | 도시 | 소속 국가 |
| ---- | ---- | --------- |
| 1    | 런던 | 영국      |
| 2    | 뉴욕 | 미국      |

#### 알파+(Alpha +)
| 총수 | 도시     | 소속 국가      |
| ---- | -------- | -------------- |
| 1    | 홍콩     | 홍콩           |
| 2    | 베이징   | 중국           |
| 3    | 싱가포르 | 싱가포르       |
| 4    | 상하이   | 중국           |
| 5    | 시드니   | 오스트레일리아 |
| 6    | 파리     | 프랑스         |
| 7    | 두바이   | 아랍에미리트   |
| 8    | 도쿄     | 일본           |

#### 알파(Alpha)
| 총수 | 도시             | 소속 국가      |
| ---- | ---------------- | -------------- |
| 1    | 밀라노           | 이탈리아       |
| 2    | 시카고           | 미국           |
| 3    | 모스크바         | 러시아         |
| 4    | 토론토           | 캐나다         |
| 5    | 상파울루         | 브라질         |
| 6    | 프랑크푸르트     | 독일           |
| 7    | 로스앤젤레스     | 미국           |
| 8    | 마드리드         | 스페인         |
| 9    | 멕시코시티       | 멕시코         |
| 10   | 쿠알라룸푸르     | 말레이시아     |
| 11   | 서울             | 대한민국       |
| 12   | 자카르타         | 인도네시아     |
| 13   | 뭄바이           | 인도           |
| 14   | 마이애미         | 미국           |
| 15   | 브뤼셀           | 벨기에         |
| 16   | 타이베이         | 대만           |
| 17   | 광저우           | 중국           |
| 18   | 부에노스아이레스 | 아르헨티나     |
| 19   | 취리히           | 스위스         |
| 20   | 바르샤바         | 폴란드         |
| 21   | 이스탄불         | 튀르키예       |
| 22   | 방콕             | 태국           |
| 23   | 멜버른           | 오스트레일리아 |

#### 알파-(Alpha -)
| 총수 | 도시         | 소속 국가         |
| ---- | ------------ | ----------------- |
| 1    | 암스테르담   | 네덜란드          |
| 2    | 스톡홀름     | 스웨덴            |
| 3    | 샌프란시스코 | 미국              |
| 4    | 델리         | 인도              |
| 5    | 산티아고     | 칠레              |
| 6    | 요하네스버그 | 남아프리카 공화국 |
| 7    | 더블린       | 아일랜드          |
| 8    | 빈           | 오스트리아        |
| 9    | 몬트리올     | 캐나다            |
| 10   | 리스본       | 포르투갈          |
| 11   | 바르셀로나   | 스페인            |
| 12   | 룩셈부르크   | 룩셈부르크        |
| 13   | 보고타       | 콜롬비아          |
| 14   | 마닐라       | 필리핀            |
| 15   | 워싱턴 D.C.  | 미국              |
| 16   | 프라하       | 체코              |
| 17   | 뮌헨         | 독일              |
| 18   | 로마         | 이탈리아          |
| 19   | 리야드       | 사우디아라비아    |
| 20   | 부다페스트   | 헝가리            |
| 21   | 휴스턴       | 미국              |
| 22   | 선전         | 중국              |

### 베타(Beta)

#### 베타+(Beta +)
| 총수 | 도시       | 소속 국가      |
| ---- | ---------- | -------------- |
| 1    | 호찌민     | 베트남         |
| 2    | 보스턴     | 미국           |
| 3    | 카이로     | 이집트         |
| 4    | 함부르크   | 독일           |
| 5    | 뒤셀도르프 | 독일           |
| 6    | 텔아비브   | 이스라엘       |
| 7    | 애틀랜타   | 미국           |
| 8    | 아테네     | 그리스         |
| 9    | 도하       | 카타르         |
| 10   | 리마       | 페루           |
| 11   | 벵갈루루   | 인도           |
| 12   | 댈러스     | 미국           |
| 13   | 코펜하겐   | 덴마크         |
| 14   | 하노이     | 베트남         |
| 15   | 퍼스       | 오스트레일리아 |
| 16   | 청두       | 중국           |
| 17   | 부쿠레슈티 | 루마니아       |
| 18   | 오클랜드   | 뉴질랜드       |
| 19   | 밴쿠버     | 캐나다         |
| 20   | 항저우     | 중국           |

#### 베타(Beta)
| 총수 | 도시           | 소속 국가         |
| ---- | -------------- | ----------------- |
| 1    | 오슬로         | 노르웨이          |
| 2    | 베를린         | 독일              |
| 3    | 첸나이         | 인도              |
| 4    | 브리즈번       | 오스트레일리아    |
| 5    | 카사블랑카     | 모로코            |
| 6    | 키예프         | 우크라이나        |
| 7    | 리우데자네이루 | 브라질            |
| 8    | 라고스         | 나이지리아        |
| 9    | 몬테비데오     | 우루과이          |
| 10   | 아부다비       | 아랍에미리트      |
| 11   | 톈진           | 중국              |
| 12   | 베이루트       | 레바논            |
| 13   | 나이로비       | 케냐              |
| 14   | 카라카스       | 베네수엘라        |
| 15   | 마나마         | 바레인            |
| 16   | 소피아         | 불가리아          |
| 17   | 필라델피아     | 미국              |
| 18   | 카라치         | 파키스탄          |
| 19   | 난징           | 중국              |
| 20   | 우한           | 중국              |
| 21   | 자그레브       | 크로아티아        |
| 22   | 캘거리         | 캐나다            |
| 23   | 쿠웨이트       | 쿠웨이트          |
| 24   | 덴버           | 미국              |
| 25   | 미니애폴리스   | 미국              |
| 26   | 케이프타운     | 남아프리카 공화국 |

#### 베타-(Beta -)
| 총수 | 도시         | 소속 국가      |
| ---- | ------------ | -------------- |
| 1    | 슈투트가르트 | 독일           |
| 2    | 튀니스       | 튀니지         |
| 3    | 제네바       | 스위스         |
| 4    | 충칭         | 중국           |
| 5    | 알마티       | 카자흐스탄     |
| 6    | 헬싱키       | 핀란드         |
| 7    | 파나마시티   | 파나마         |
| 8    | 니코시아     | 키프로스       |
| 9    | 베오그라드   | 세르비아       |
| 10   | 시애틀       | 미국           |
| 11   | 쑤저우       | 중국           |
| 12   | 포트루이스   | 모리셔스       |
| 13   | 몬테레이     | 멕시코         |
| 14   | 브라티슬라바 | 슬로바키아     |
| 15   | 맨체스터     | 영국           |
| 16   | 산호세       | 코스타리카     |
| 17   | 다롄         | 중국           |
| 18   | 다카         | 방글라데시     |
| 19   | 지다         | 사우디아라비아 |
| 20   | 샤먼         | 중국           |
| 21   | 창사         | 중국           |
| 22   | 산살바도르   | 엘살바도르     |
| 23   | 키토         | 에콰도르       |
| 24   | 산후안       | 푸에르토리코   |
| 25   | 선양         | 중국           |
| 26   | 칭다오       | 중국           |
| 27   | 캄팔라       | 우간다         |
| 28   | 버밍엄       | 영국           |
| 29   | 에든버러     | 영국           |
| 30   | 조지타운     | 케이맨 제도    |
| 31   | 지난         | 중국           |
| 32   | 리옹         | 프랑스         |
| 33   | 안트베르펜   | 벨기에         |
| 34   | 발렌시아     | 스페인         |

### 감마(Gamma)

#### 감마+(Gamma +)
| 총수 | 도시         | 소속 국가      |
| ---- | ------------ | -------------- |
| 1    | 과테말라시티 | 과테말라       |
| 2    | 디트로이트   | 미국           |
| 3    | 라호르       | 파키스탄       |
| 4    | 하라레       | 짐바브웨       |
| 5    | 콜롬보       | 스리랑카       |
| 6    | 아크라       | 가나           |
| 7    | 리가         | 라트비아       |
| 8    | 하이데라바드 | 인도           |
| 9    | 애들레이드   | 오스트레일리아 |
| 10   | 클리블랜드   | 미국           |
| 11   | 글래스고     | 영국           |
| 12   | 무스카트     | 오만           |
| 13   | 과야킬       | 에콰도르       |
| 14   | 오사카       | 일본           |
| 15   | 시안         | 중국           |
| 16   | 로테르담     | 네덜란드       |
| 17   | 다르에스살람 | 탄자니아       |
| 18   | 정저우       | 중국           |
| 19   | 푸네         | 인도           |

#### 감마(Gamma)
| 총수 | 도시             | 소속 국가       |
| ---- | ---------------- | --------------- |
| 1    | 세인트루이스     | 미국            |
| 2    | 루사카           | 잠비아          |
| 3    | 샌디에이고       | 미국            |
| 4    | 산호세           | 미국            |
| 5    | 암만             | 요르단          |
| 6    | 산토도밍고       | 도미니카 공화국 |
| 7    | 상트페테르부르크 | 러시아          |
| 8    | 과달라하라       | 멕시코          |
| 9    | 포르투           | 포르투갈        |
| 10   | 쿤밍             | 중국            |
| 11   | 콜카타           | 인도            |
| 12   | 바쿠             | 아제르바이잔    |
| 13   | 테구시갈파       | 온두라스        |
| 14   | 트빌리시         | 조지아          |
| 15   | 샬럿             | 미국            |
| 16   | 웰링턴           | 뉴질랜드        |
| 17   | 오스틴           | 미국            |
| 18   | 토리노           | 이탈리아        |
| 19   | 아순시온         | 파라과이        |
| 20   | 앙카라           | 튀르키예        |
| 21   | 아메다바드       | 인도            |
| 22   | 허페이           | 중국            |
| 23   | 알제             | 알제리          |
| 24   | 이슬라마바드     | 파키스탄        |
| 25   | 루안다           | 앙골라          |
| 26   | 라파스           | 볼리비아        |
| 27   | 빌바오           | 스페인          |
| 28   | 탬파             | 미국            |
| 29   | 벨파스트         | 영국            |
| 30   | 볼티모어         | 미국            |
| 31   | 빌뉴스           | 리투아니아      |
| 32   | 브리스톨         | 영국            |
| 33   | 타이위안         | 중국            |
| 34   | 류블랴나         | 슬로베니아      |
| 35   | 탈린             | 에스토니아      |
| 36   | 피닉스           | 미국            |

#### 감마-(Gamma -)
| 총수 | 도시         | 소속 국가         |
| ---- | ------------ | ----------------- |
| 1    | 마푸투       | 모잠비크          |
| 2    | 쾰른         | 독일              |
| 3    | 포즈난       | 폴란드            |
| 4    | 프놈펜       | 캄보디아          |
| 5    | 푸저우       | 중국              |
| 6    | 메데인       | 콜롬비아          |
| 7    | 브로츠와프   | 폴란드            |
| 8    | 더반         | 남아프리카 공화국 |
| 9    | 오타와       | 캐나다            |
| 10   | 쿠리치바     | 브라질            |
| 11   | 페낭         | 말레이시아        |
| 12   | 낭트         | 프랑스            |
| 13   | 벨루오리존치 | 브라질            |
| 14   | 새크라멘토   | 미국              |
| 15   | 샌안토니오   | 미국              |
| 16   | 내슈빌       | 미국              |
| 17   | 민스크       | 벨라루스          |
| 18   | 조호르바루   | 말레이시아        |
| 19   | 양곤         | 미얀마            |
| 20   | 티라나       | 알바니아          |
| 21   | 밀워키       | 미국              |
| 22   | 올랜도       | 미국              |

### 충족

#### 고충족 도시
| 총수 | 도시           | 소속 국가    |
| ---- | -------------- | ------------ |
| 1    | 에드먼턴       | 캐나다       |
| 2    | 나소           | 바하마       |
| 3    | 가오슝         | 중화민국     |
| 4    | 아비장         | 코트디부아르 |
| 5    | 두알라         | 카메룬       |
| 6    | 수라바야       | 인도네시아   |
| 7    | 스코페         | 북마케도니아 |
| 8    | 닝보           | 중국         |
| 9    | 마나과         | 니카라과     |
| 10   | 다카르         | 세네갈       |
| 11   | 케레타로       | 멕시코       |
| 12   | 사우샘프턴     | 영국         |
| 13   | 리즈           | 영국         |
| 14   | 라부안         | 말레이시아   |
| 15   | 플로렌스       | 이탈리아     |
| 16   | 포르투알레그리 | 브라질       |
| 17   | 롤리           | 미국         |
| 18   | 로잔           | 스위스       |
| 19   | 아부자         | 나이지리아   |
| 20   | 가보로네       | 보츠와나     |
| 21   | 캔자스시티     | 미국         |
| 22   | 하트퍼드       | 미국         |
| 23   | 라스베이거스   | 미국         |
| 24   | 이즈미르       | 튀르키예     |

#### 충족 도시
| 총수 | 도시             | 소속 국가             |
| ---- | ---------------- | --------------------- |
| 1    | 말라가           | 스페인                |
| 2    | 우루무치         | 중국                  |
| 3    | 볼로냐           | 이탈리아              |
| 4    | 인디애나폴리스   | 미국                  |
| 5    | 하얼빈           | 중국                  |
| 6    | 말뫼             | 스웨덴                |
| 7    | 리마솔           | 키프로스              |
| 8    | 피츠버그         | 미국                  |
| 9    | 푸에블라         | 멕시코                |
| 10   | 콜럼버스         | 미국                  |
| 11   | 스자좡           | 중국                  |
| 12   | 아스타나         | 카자흐스탄            |
| 13   | 크라쿠프         | 폴란드                |
| 14   | 솔트레이크시티   | 미국                  |
| 15   | 창춘             | 중국                  |
| 16   | 난창             | 중국                  |
| 17   | 예레반           | 아르메니아            |
| 18   | 카토비체         | 폴란드                |
| 19   | 캄피나스         | 브라질                |
| 20   | 스트라스부르     | 프랑스                |
| 21   | 타이중           | 중화민국              |
| 22   | 예테보리         | 스웨덴                |
| 23   | 담맘             | 사우디아라비아        |
| 24   | 마르세유         | 프랑스                |
| 25   | 브라질리아       | 브라질                |
| 26   | 포트오브스페인   | 트리니다드 토바고     |
| 27   | 제노바           | 이탈리아              |
| 28   | 하노버           | 독일                  |
| 29   | 헤이그           | 네덜란드              |
| 30   | 크라이스트처치   | 뉴질랜드              |
| 31   | 오클라호마시티   | 미국                  |
| 32   | 산타크루스       | 볼리비아              |
| 33   | 시우다드후아레스 | 멕시코                |
| 34   | 뉘른베르크       | 독일                  |
| 35   | 티후아나         | 멕시코                |
| 36   | 나고야           | 일본                  |
| 37   | 툴루즈           | 프랑스                |
| 38   | 보르도           | 프랑스                |
| 39   | 애버딘           | 영국                  |
| 40   | 칼리             | 콜롬비아              |
| 41   | 캔버라           | 오스트레일리아        |
| 42   | 릴               | 프랑스                |
| 43   | 세부             | 필리핀                |
| 44   | 란저우           | 중국                  |
| 45   | 울란바토르       | 몽골                  |
| 46   | 라이프치히       | 독일                  |
| 47   | 그르노블         | 프랑스                |
| 48   | 디모인           | 미국                  |
| 49   | 몽펠리에         | 프랑스                |
| 50   | 구이양           | 중국                  |
| 51   | 잭슨빌           | 미국                  |
| 52   | 핼리팩스         | 캐나다                |
| 53   | 포틀랜드         | 미국                  |
| 54   | 해밀턴           | 버뮤다                |
| 55   | 리에주           | 벨기에                |
| 56   | 메리다           | 멕시코                |
| 57   | 하이커우         | 중국                  |
| 58   | 프리토리아       | 남아프리카 공화국     |
| 59   | 우시             | 중국                  |
| 60   | 리버풀           | 영국                  |
| 61   | 사라예보         | 보스니아 헤르체고비나 |
| 62   | 뉴캐슬           | 영국                  |
| 63   | 레온             | 멕시코                |
| 64   | 나폴리           | 이탈리아              |
| 65   | 세비야           | 스페인                |
| 66   | 카디프           | 영국                  |
| 67   | 키갈리           | 르완다                |
| 68   | 후쿠오카         | 일본                  |
| 69   | 팔로알토         | 미국                  |
| 70   | 아과스칼리엔테스 | 멕시코                |
| 71   | 주하이           | 중국                  |
| 72   | 메히칼리         | 멕시코                |
| 73   | 퀘벡             | 캐나다                |
| 74   | 오르후스         | 덴마크                |
| 75   | 브레멘           | 독일                  |
| 76   | 부르사           | 튀르키예              |
| 77   | 난닝             | 중국                  |
| 78   | 로체스터         | 미국                  |
| 79   | 리브르빌         | 가봉                  |
| 80   | 빈트후크         | 나미비아              |
| 81   | 신시내티         | 미국                  |
| 82   | 타슈켄트         | 우즈베키스탄          |
| 83   | 산 루이스 포토시 | 멕시코                |
| 84   | 드레스덴         | 독일                  |
| 85   | 위니펙           | 캐나다                |
| 86   | 레이캬비크       | 아이슬란드            |
| 87   | 킹스턴           | 자메이카              |
| 88   | 툴사             | 미국                  |
| 89   | 리치먼드         | 미국                  |
| 90   | 카불             | 아프가니스탄          |
| 91   | 루이스빌         | 미국                  |
| 92   | 코치             | 인도                  |
| 93   | 버밍햄           | 미국                  |
| 94   | 마카오           | 마카오                |
| 95   | 카트만두         | 네팔                  |
| 96   | 킨샤사           | 콩고 민주 공화국      |
| 97   | 니스             | 프랑스                |
| 98   | 후허하오터       | 중국                  |
| 99   | 포트엘리자베스   | 남아프리카 공화국     |
| 100  | 안타나나리보     | 마다가스카르          |
| 101  | 바랑키야         | 콜롬비아              |
| 102  | 블랜타이어       | 말라위                |
| 103  | 키시너우         | 몰도바                |
| 104  | 시닝             | 중국                  |
| 105  | 우치             | 폴란드                |
| 106  | 바젤             | 스위스                |
| 107  | 린츠             | 오스트리아            |
| 108  | 카잔             | 러시아                |
| 109  | 헤시피           | 브라질                |
| 110  | 그라츠           | 오스트리아            |
| 111  | 코르도바         | 스페인                |
| 112  | 뉴올리언스       | 미국                  |
| 113  | 버펄로           | 미국                  |
| 114  | 위트레흐트       | 네덜란드              |
| 115  | 예루살렘         | 이스라엘              |
| 116  | 발렌시아         | 베네수엘라            |
| 117  | 발파라이소       | 칠레                  |
| 118  | 웨이팡           | 중국                  |
| 119  | 로사리오         | 아르헨티나            |
| 120  | 두샨베           | 타지키스탄            |
| 121  | 알렉산드리아     | 이집트                |
| 122  | 포트하커트       | 나이지리아            |
| 123  | 도르트문트       | 독일                  |
| 124  | 매디슨           | 미국                  |
| 125  | 고이아니아       | 브라질                |
| 126  | 사나             | 예멘                  |
| 127  | 트리에스테       | 이탈리아              |
| 128  | 베르겐           | 노르웨이              |
| 129  | 산페드로술라     | 온두라스              |
| 130  | 난퉁             | 중국                  |
| 131  | 반다르스리브가완 | 브루나이              |
| 132  | 비엔티안         | 라오스                |
| 133  | 포드고리차       | 몬테네그로            |
| 134  | 노보시비르스크   | 러시아                |
| 135  | 바그다드         | 이라크                |
| 136  | 멤피스           | 미국                  |
| 137  | 노팅엄           | 영국                  |
| 138  | 레스터           | 영국                  |

## 같이 보기
- 세계도시